# Marko Elez
 (février 2025).
Marko Elez (né en 1999 ou 2000) est un ingénieur logiciel américain et employé gouvernemental au sein du Département de l'Efficacité gouvernementale (DOGE) dirigé par Elon Musk. Il a attiré l’attention publique après avoir obtenu un accès de niveau administrateur aux systèmes de paiement critiques du Trésor des États-Unis. Il ne possède aucune expérience préalable dans les domaines du gouvernement ou de la finance.

## Formation et carrière
Marko Elez est diplômé de l’Université Rutgers en 2021, où il a étudié le développement logiciel et les systèmes distribués. Après ses études, Elez a travaillé chez SpaceX, où il a contribué à la télémétrie des véhicules, au logiciel de Starship et aux systèmes de satellites. Il a ensuite rejoint X (anciennement Twitter), se concentrant sur l’intelligence artificielle pour la recherche et le développement logiciel. Avant de rejoindre DOGE, son expérience professionnelle se limitait aux entreprises d’Elon Musk.

### Département de l’efficacité gouvernementale
Elez a été nommé au Département de l'Efficacité gouvernementale (DOGE) d’Elon Musk et a obtenu un accès de niveau administrateur au Payment Automation Manager et au Secure Payment System du Bureau du service fiscal (BFS). Ses privilèges lui permettaient de modifier l’infrastructure financière critique, malgré les préoccupations des responsables du Trésor et des législateurs. Début février 2025, Elez a visité une installation du Trésor à Kansas City, où il a rencontré le personnel du BFS et approfondi sa compréhension du système de traitement des paiements fédéraux,. Son accès aux systèmes du Trésor a été restreint le 5 février.
Des inquiétudes persistent quant à l’influence de DOGE, qui pourrait permettre des décisions financières motivées politiquement. Les responsables du Trésor ont révoqué l’accès d’Elez aux systèmes le 5 février. Dans des documents judiciaires datés du 11 février, le département du Trésor a reconnu qu’Elez avait obtenu par erreur des permissions de lecture/écriture sur le système de paiement, révisant leur affirmation précédente selon laquelle il n’avait qu’un accès en lecture seule,. Le gouvernement a maintenu qu’Elez n’avait pas utilisé ses capacités d’édition sur les systèmes du Trésor,.

#### Démission et réintégration au DOGE
Elez a démissionné de DOGE le 6 février 2025, après avoir été associé à un compte de médias sociaux supprimé contenant des contenus racistes ; ce compte avait également exprimé son soutien à l’eugénisme. Les tweets publiés par ce compte, sous le pseudonyme @nullllptr, incluaient des déclarations telles que « Je ne serais pas contre si Gaza et Israël étaient rayés de la surface de la Terre » en juin 2024, et « Pour info, j’étais raciste avant que ce ne soit cool » en juillet 2024. En septembre 2024, peu avant la suppression du compte, il avait posté : « On ne pourrait pas me payer pour épouser quelqu’un hors de mon ethnie » et « Normalisons la haine des Indiens »,,.
Le lendemain, Elon Musk a lancé un sondage sur X demandant aux utilisateurs si Elez devait être réembauché,. La majorité des 385 000 utilisateurs de X interrogés ont répondu que Elez devait être réembauché. Musk a déclaré : « Errer est humain, pardonner est divin. »,
Le vice-président JD Vance a ensuite plaidé pour la réintégration d’Elez,,. Vance a écrit dans un message sur X que, bien qu’il ne soit pas d’accord « avec certains posts d’Elez… je ne pense pas que des activités stupides sur les réseaux sociaux devraient ruiner la vie d’un jeune ». Le président Donald Trump a soutenu la position de Vance lors d’une conférence de presse, après quoi Musk a annoncé la réintégration d’Elez,,. Certains groupes d’Américains d’origine indienne ont protesté contre la décision de réembaucher Elez. Le représentant américain Ro Khanna a directement contesté JD Vance à propos de cette décision,. A la fin de la semaine, Bloomberg annonce qu'Elez a rejoint l'administration de la Sécurité Sociale. 
En mars 2025, Business Insider annonce qu'il a rejoint le Département du Travail. En mars  2025, les documents d'une affaire judiciaire en cours révèlent qu'Elez a violé la politique de confidentialité du Trésor en envoyant par mail non chiffré des tableaux contenant des données personnelles à des membres de l'administration Trump.